# Max Rieger
Max Rieger (Mittenwald, 10 luglio 1946) è un ex sciatore alpino tedesco che gareggiò per la nazionale tedesca occidentale.

## Biografia
Sciatore polivalente attivo tra gli anni 1960 e i primi anni 1970, Rieger debuttò in campo internazionale in occasione del trofeo dell'Hahnenkamm di Kitzbühel del 1965; esordì in Coppa del Mondo nella gara inaugurale, lo slalom speciale disputato a Berchtesgaden il 5 gennaio 1967 (18º), e ai Giochi olimpici a Grenoble 1968, classificandosi 20º nello slalom speciale. L'anno dopo alla XX edizione della 3-Tre, a Madonna di Campiglio, fu 3º nella combinata. Ottenne il primo piazzamento a punti in Coppa del Mondo il 18 gennaio 1970 a Kitzbühel in slalom speciale (10º) e ai successivi Mondiali di Val Gardena 1970 si classificò 4º sia nello slalom gigante sia nella combinata, mentre il 6 gennaio 1971 colse a Berchtesgaden in slalom speciale il primo podio in Coppa del Mondo (3º).
Agli XI Giochi olimpici invernali di Sapporo 1972, sua ultima presenza olimpica, si classificò 6º nello slalom gigante e non completò lo slalom speciale. Il 2 marzo 1973 ottenne a Mont-Sainte-Anne in slalom gigante l'unica vittoria in Coppa del Mondo, nonché ultimo podio; ai Mondiali di Sankt Moritz 1974 fu 8º nello slalom gigante. L'ultimo piazzamento della carriera di Rieger fu il 9º posto ottenuto nello slalom speciale di Coppa del Mondo disputato a Madonna di Campiglio il 17 dicembre 1974.

## Palmarès

### Coppa del Mondo
- Miglior piazzamento in classifica generale: 15º nel 1970
- 3 podi:
  - 1 vittoria
  - 1 secondo posto
  - 1 terzo posto

#### Coppa del Mondo - vittorie
| Data         | Località         | Paese  | Specialità |
| ------------ | ---------------- | ------ | ---------- |
| 2 marzo 1973 | Mont-Sainte-Anne | Canada | GS         |

Legenda:

GS = slalom gigante

### Campionati tedeschi
- 3 ori (slalom speciale nel 1969; slalom gigante, combinata nel 1971)[4]